# Lijst van nummer 1-hits in de 3FM Mega Top 50 in 2013
Deze hits stonden in 2013 op nummer 1 in de Mega Top 50, de hitlijst van de Nederlandse radiozender 3FM.
| Datum        | Artiest                             | Titel                                          |
| ------------ | ----------------------------------- | ---------------------------------------------- |
| 5 januari    | will.i.am & Britney Spears          | Scream & shout                                 |
| 12 januari   | will.i.am & Britney Spears          | Scream & shout                                 |
| 19 januari   | will.i.am & Britney Spears          | Scream & shout                                 |
| 26 januari   | will.i.am & Britney Spears          | Scream & shout                                 |
| 2 februari   | will.i.am & Britney Spears          | Scream & shout                                 |
| 9 februari   | will.i.am & Britney Spears          | Scream & shout                                 |
| 16 februari  | P!nk & Nate Ruess                   | Just give me a reason                          |
| 23 februari  | P!nk & Nate Ruess                   | Just give me a reason                          |
| 2 maart      | P!nk & Nate Ruess                   | Just give me a reason                          |
| 9 maart      | Macklemore, Ryan Lewis & Wanz       | Thrift shop                                    |
| 16 maart     | Anouk                               | Birds                                          |
| 23 maart     | Nick & Simon                        | Julia                                          |
| 30 maart     | Klangkarussell                      | Sonnentanz                                     |
| 6 april      | Klangkarussell                      | Sonnentanz                                     |
| 13 april     | Robin Thicke, T.I. & Pharrell       | Blurred lines                                  |
| 20 april     | Robin Thicke, T.I. & Pharrell       | Blurred lines                                  |
| 27 april     | Nationaal Comité Inhuldiging        | Koningslied                                    |
| 4 mei        | Robin Thicke, T.I. & Pharrell       | Blurred lines                                  |
| 11 mei       | Robin Thicke, T.I. & Pharrell       | Blurred lines                                  |
| 18 mei       | Anouk                               | Birds                                          |
| 25 mei       | Anouk                               | Birds                                          |
| 1 juni       | Maaike Ouboter                      | Dat ik je mis                                  |
| 8 juni       | Maaike Ouboter                      | Dat ik je mis                                  |
| 15 juni      | Maaike Ouboter                      | Dat ik je mis                                  |
| 22 juni      | Robin Thicke, T.I. & Pharrell       | Blurred lines                                  |
| 29 juni      | Avicii                              | Wake me up                                     |
| 6 juli       | Avicii                              | Wake me up                                     |
| 13 juli      | Avicii                              | Wake me up                                     |
| 20 juli      | Avicii                              | Wake me up                                     |
| 27 juli      | Avicii                              | Wake me up                                     |
| 3 augustus   | Avicii                              | Wake me up                                     |
| 10 augustus  | Avicii                              | Wake me up                                     |
| 17 augustus  | Avicii                              | Wake me up                                     |
| 24 augustus  | Avicii                              | Wake me up                                     |
| 31 augustus  | Avicii                              | Wake me up                                     |
| 7 september  | Avicii                              | Wake me up                                     |
| 14 september | Avicii                              | Wake me up                                     |
| 21 september | Niels Geusebroek                    | Take your time girl (Live @ Ruud de Wild, 538) |
| 28 september | Katy Perry                          | Roar                                           |
| 5 oktober    | DVBBS & Borgeous                    | Tsunami                                        |
| 12 oktober   | Pharrell Williams                   | Happy                                          |
| 19 oktober   | Pharrell Williams                   | Happy                                          |
| 26 oktober   | Pharrell Williams                   | Happy                                          |
| 2 november   | Pharrell Williams                   | Happy                                          |
| 9 november   | Pharrell Williams                   | Happy                                          |
| 16 november  | Avicii                              | Hey brother                                    |
| 23 november  | Avicii                              | Hey brother                                    |
| 30 november  | Avicii                              | Hey brother                                    |
| 7 december   | Avicii                              | Hey brother                                    |
| 14 december  | U2                                  | Ordinary love                                  |
| 21 december  | Pitbull & Ke$ha                     | Timber                                         |
| 28 december  | Fatboy Slim, Riva Starr & Beardyman | Eat sleep rave repeat (Calvin Harris remix)    |